# 龍南路
24°55′13″N 121°15′11″E / 24.9201633°N 121.2529819°E
龍南路，是臺灣桃園市平鎮區通往中壢區和大溪區的重要道路，全線皆隸屬於市道112號的一部分。起於龍岡圓環，以西銜接龍岡路三段；終於洪圳路，銜接仁和路二段。

## 沿經行政區域
- 桃園市
  - 平鎮區
  - 八德區

## 車道配置
- 全線：雙向各一車道

## 沿線設施
（由西至東）

平鎮區：
- 平鎮區農會 （页面存档备份，存于）龍岡分部（65號）
- 桃園市政府警察局平鎮分局龍岡派出所（141號）
- 桃園市平鎮區忠貞國民小學 （页面存档备份，存于）（315號）

八德區：
- 霄里大池（浮筧街附近）